# Naila (prénom)
 (août 2021).
- Si vous ne connaissez pas le sujet, laissez ce bandeau (vous pouvez alors contacter les auteurs).
- Si vous supprimez le contenu mis en cause (vous pouvez préalablement contacter les auteurs),

argumentez précisément cette suppression dans la page de discussion
(un manque de référence n'est pas un argument ; une recherche réelle de référence doit avoir été effectuée, être formellement documentée).
Naïla  est un prénom féminin sémite, répandu en Afrique du Nord.

## Étymologie
La Neila est une prière juive de yom Kippour cf/ Ne'ila.
Le prénom Naïla (ar. نائلة) signifie en arabe « celle qui obtient » ou « celle dont le travail est fructueux ».
La forme ancienne de ce dernier serait un dérivé de helê qui signifie "éclat du soleil" en grec. Neil peut également être rattaché au terme gaélique Niall que l'on interprète au sens de "héros".
SAINT NEIL
Les Neil sont fêtés le 18 août (le 21 mai pour l'Église orthodoxe) à l'occasion de la saint Hélène. Née en 247, cette impératrice était l'épouse de Constance Chlore et la mère de Constantin. On raconte que lors d'un pèlerinage en Palestine effectué vers 326, sainte Hélène aurait découvert la vraie croix de Jésus. Elle mourut en 329.

## Personnalités
- Nayla est la femme du troisième calife, Othman.

les femmes qui portent ce prenom sont connues pour leur fidelité à leur mari grâce à l'histoire de cette femme qui a de très belles histoires dans ce sens.